# Paralomis anamerae
El centollón (Paralomis anamerae) es una especie de crustáceo decápodo que integra el género de cangrejos litódidos Paralomis. Habita el lecho marino de las frías aguas del sur de los océanos Atlántico e Índico.

## Taxonomía, distribución y hábitat
Paralomis anamerae fue descrita originalmente en el año 1988 por el carcinólogo español Enrique Macpherson.
El holotipo es un macho, la longitud del caparazón es de 97 mm y su ancho de 102 mm. Fue colectado el 26 de marzo de 1972, en las coordenadas 46°01.5'S 60°40.3'W, a una profundidad estimada entre los 132 y los 135 m.
Esta especie está estrechamente relacionada con Paralomis africana, que habita en las aguas exteriores de Namibia, la que tiene las patas caminadoras más cortas y gruesas, con artículos exhibiendo espinas pequeñas que forman una pequeña cresta en el merus.
Etimología
El nombre específico anamerae rinde honor a la “Asociación Nacional de Armadores de Buques Congeladores de Pesca de Merluza” (ANAMER), en reconocimiento a la colaboración prestada en las tareas de investigación.
Distribución
Habita en la plataforma continental del mar Argentino, en aguas situadas al norte de las islas Malvinas y en las islas Georgias del Sur.  También se encuentra en aguas de las islas Kerguelen.
También fue reportada para los archipiélagos subantárticos franceses de las islas Crozet y Kerguelen situados en la parte sur del océano Índico.